# Jacques-Charles Poncet
Pour les articles homonymes, voir Poncet.
Jacques-Charles Poncet, dont le prénom est parfois écrit Charles-Jacques, né à Saint-Claude (Franche-Comté espagnole) en 1655 et mort à Ispahan en 1706 (ou en 1708), est un médecin et explorateur français. Son expédition en Éthiopie constitue l'un des rares contacts de ce pays avec des Européens, qui en restèrent quasiment exclus pendant un siècle et demi au cours des XVIIe et XVIIIe siècles. Sa relation de voyage est empreinte d'un esprit scientifique orienté vers les observations concrètes, à la différence des précédentes écrites par des jésuites plus préoccupés par la spiritualité.

## Biographie
Médecin et apothicaire au Caire depuis 1691, il est envoyé par le consul de France Benoît de Maillet en Abyssinie pour y soigner le roi et son fils. Il part ainsi en juin 1698 avec une caravane et, en passant par Sennar qu'il quitte le 12 mai 1699, il arrive à la cour du roi à Gondar, où le négus Iyasou Ier le reçoit le 21 juillet.
Rentré en Égypte en 1700, il revient en France la même année et paraît à la cour de Louis XIV en costume abyssin. Mais à la suite d'un différend avec Benoît de Maillet, il est calomnié et la véracité de son voyage en Éthiopie est contestée. Déçu, il revient en mer Rouge en 1702 pour embarquer à destination du comptoir français de Surate, où il espère faire fortune. En 1706, il s'établit en Perse pour y mourir dans les deux années qui suivent, oublié de tous. Il faut attendre la fin du XVIIIe siècle pour qu'il soit réhabilité par le récit de voyage de James Bruce, qui confirme en grande partie les observations de Poncet.
Poncet a narré son voyage dans sa Relation de mon voyage d'Éthiopie, 1698-1701.

## Œuvre
- Jacques-Charles Poncet et Éric Poix (éditeur) (préf. José-Marie Bel), Relation de mon voyage d'Éthiopie, 1698 - 1701 : un médecin français à la cour de Gondar sous Louis XIV ; la véritable histoire de l'Abyssin, Besançon, La Lanterne magique, 2010, 222 p. (ISBN 978-2-916180-11-3).
- A Voyage to Æthiopia Made in the Year 1698, 1699, and 1700 (traduction anglaise de son journal de voyage)[6].

## Postérité romanesque
Jean-Christophe Rufin s'inspire très partiellement de sa vie, dans son roman L'Abyssin (1997), mais fait le choix délibéré de renommer son personnage principal « Jean-Baptiste », de le faire naître beaucoup plus tard que le véritable Poncet (dans le premier chapitre, il le dit âgé de 28 ans en 1699) et de le faire survivre à la mort de Charles-Jacques, survenue en 1708 : l'épilogue du roman invente en effet une correspondance échangée après la mort de Louis XIV — survenue en 1715 — entre « Jean-Baptiste » et le régent Philippe d'Orléans, qui tente en vain de le convaincre d'effectuer un voyage jusqu'à Paris.
Le personnage romanesque de « Jean-Baptiste Poncet » réapparaît en outre dans un autre roman de Jean-Christophe Rufin, Sauver Ispahan, dont l'action se déroule à partir de 1721, en Perse et dans l'Asie centrale. Jean-Christophe Rufin s'explique brièvement, dans une annexe titrée « À propos des sources de L'Abyssin et de Sauver Ispahan », sur certaines libertés prises dans la fiction par rapport à la réalité historique.